# Cornelius C. Schoonmaker

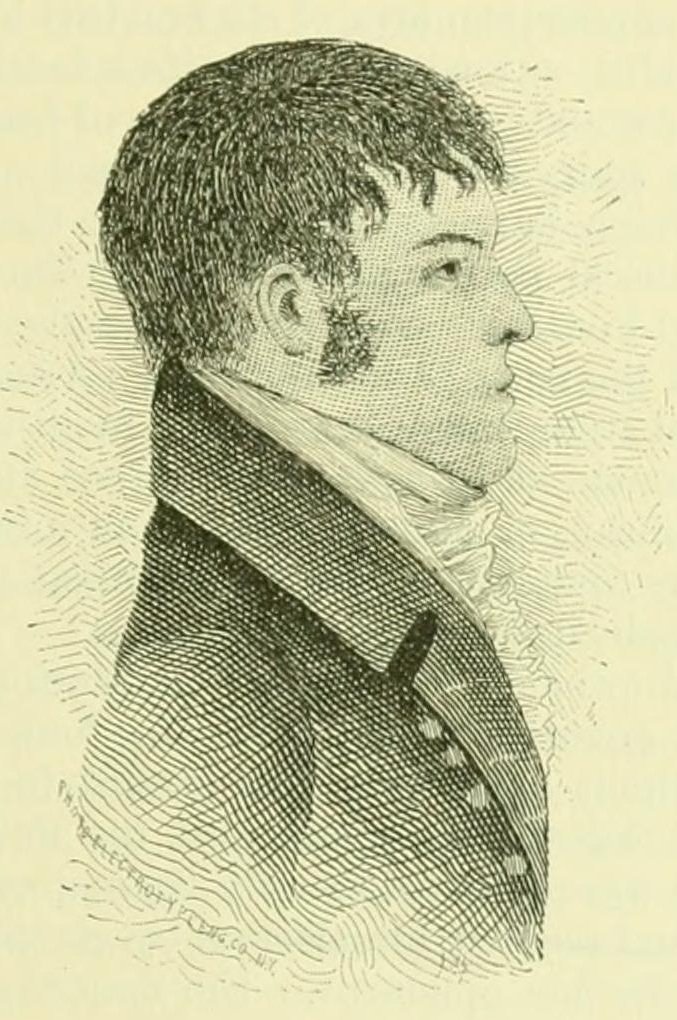
Cornelius C. Schoonmaker

Cornelius Corneliusen Schoonmaker (* Juni 1745 in Shawangunk (heute Wallkill), Provinz New York; † Frühjahr 1796 ebenda) war ein US-amerikanischer Politiker. Zwischen 1791 und 1793 vertrat er den Bundesstaat New York im US-Repräsentantenhaus.

## Leben
Cornelius Corneliusen Schoonmaker wuchs während der britischen Kolonialzeit auf und erhielt eine bescheidene Schulbildung. Er wurde Landvermesser (suveyor) und war in der Landwirtschaft tätig. Während des Unabhängigkeitskrieges saß er in den Committees of Vigilance und Safety sowie zwischen 1777 und 1790 in der New York State Assembly. Während dieser Zeit ratifizierte er am 8. Januar 1788 die Verfassung der Vereinigten Staaten. Politisch war er ein Gegner der damaligen Bundesregierung unter Präsident George Washington (Anti-Administration-Fraktion). Bei den Kongresswahlen des Jahres 1790 wurde Schoomaker im vierten Wahlbezirk von New York in das damals noch in Philadelphia tagende US-Repräsentantenhaus gewählt, wo er am 4. März 1791 die Nachfolge von John Hathorn antrat. Er schied nach dem 3. März 1793 aus dem Kongress aus. Danach saß er im Jahr 1795 wieder in der New York State Assembly. Er starb im Frühjahr 1796 in Shawangunk und wurde auf dem Old Shawangunk Churchyard in Brunynswick beigesetzt. Der Kongressabgeordnete Marius Schoonmaker war sein Enkel.